# Medieval Steel (EP)
Medieval Steel è la prima pubblicazione dell'omonimo gruppo musicale epic metal statunitense, edita nel 1984.

## Il disco
Edito in vinile e in cassetta dalla SUR (Straight Up Records) questo EP è l'unico pubblicato della band originale e, ad esclusione di due compilation contenenti anche materiale inedito, si tratta dell'unica pubblicazione fino all'album in studio Dark Castle uscito trent'anni dopo.
Medieval Steel è generalmente considerato un "cult" dagli amanti dell'epic metal, al pari di altri album usciti lo stesso anno, quali Into Battle dei Brocas Helm, King of the Dead dei Cirith Ungol, Battle Cry degli Omen e Day of the Saxons dei Witchkiller.

## Tracce
Lato A
Testi e musiche di Bobby Franklin, Chuck Jones eccetto dove indicato.
1. Medieval Steel – 5:37
2. Warlords – 3:33

Lato B
1. Battle Beyond the Stars – 4:11
2. Echoes – 3:58 (B.Franklin)

## Formazione
- Bobby Franklin - voce
- Jeff "Chuck" Jones - chitarra
- John Roth - chitarra
- Jeff Boydstun - basso
- Bill Jones - batteria